# Athlétisme aux Jeux des petits États d'Europe 2009
Navigation
Monaco 2007 Liechtenstein 2011
Les épreuves d'athlétisme des Jeux des petits États d'Europe 2009 se sont déroulés à Nicosie au Stade GSP du 2 au 6 juin 2009. 161 athlètes de 8 nations adhérentes de la AASSE ont participé à 37 épreuves différentes répartis entre hommes et femmes.

## Résultats

### Hommes
| Épreuve | Or                                                                            | Or             | Argent                                                                   | Argent         | Bronze                                                           | Bronze         |
| --- | ----------------------------------------------------------------------------- | -------------- | ------------------------------------------------------------------------ | -------------- | ---------------------------------------------------------------- | -------------- |
| 100 m | Panagiotis Ioannou Chypre                                                     | 10 s 38        | Filipos Spastris Chypre                                                  | 10 s 61        | Yoann Bebon Luxembourg                                           | 10 s 74        |
| 200 m | Stefanos Hadjinikolaou Chypre                                                 | 21 s 35        | Nicolai Portelli Malte                                                   | 21 s 63        | Andreas Pafitis Chypre                                           | 21 s 64        |
| 400 m | Stefanos Hadjinikolaou Chypre                                                 | 48 s 46        | James D'Alfonso Malte                                                    | 49 s 07        | Ivano Bucci Saint-Marin                                          | 49 s 29        |
| 800 m | Mike Schumacher Luxembourg                                                    | 1 min 51 s 70  | Demetris Filippou Chypre                                                 | 1 min 52 s 89  | Christophe Bestgen Luxembourg                                    | 1 min 53 s 64  |
| 1 500 m | Mike Schumacher Luxembourg                                                    | 3 min 52 s 24  | Christian Thielen Luxembourg                                             | 3 min 52 s 65  | Alexandros Kalogerogiann Chypre                                  | 3 min 59 s 83  |
| 5 000 m | Kari Steinn Karlsson Islande                                                  | 14 min 45 s 71 | Marcos Sanza Andorre                                                     | 15 min 06 s 59 | Jean-Marc Léandro Monaco                                         | 15 min 22 s 07 |
| 10 000 m | Kari Steinn Karlsson Islande                                                  | 31 min 13 s 29 | Omar Bachir Monaco                                                       | 31 min 30 s 19 | Marcos Sanza Andorre                                             | 31 min 58 s 71 |
| 110 m haies | Alexandros Stavridis Chypre                                                   | 13 s 88        | Claude Godart Luxembourg                                                 | 14 s 22        | Nourredine Metiri Monaco                                         | 16 s 22        |
| 400 m haies | Minas Alozidis Chypre                                                         | 51 s 40        | Jacques Frisch Luxembourg                                                | 53 s 44        | Bjorgvin Vikingsson Islande                                      | 53 s 79        |
| 3 000 m steeple | Panayiotis Kyprianou Chypre                                                   | 9 min 35 s 95  | Jamal Baaziz Monaco                                                      | 9 min 42 s 04  | Kais Adli Monaco                                                 | 10 min 14 s 35 |
| 4 x 100 m | Chypre Andreas Pafitis Filipos Spastris Vasilis Polykarpou Panagiotis Ioannou | 41 s 55        | Malte Mario Bonello Rachid Chouhal Karl Farrugia Nicolai Portelli        | 41 s 86        | Luxembourg Yoann Bebon Marc Debanck Claude Godart Tom Hutmacher  | 42 s 25        |
| 4 x 400 m | Chypre Riginos Menelaou Stefanos Anastasiou Antonis Aresti Minas Alozidis     | 3 min 16 s 82  | Luxembourg Marc Debanck Christian Thielen Mike Schumacher Jacques Frisch | 3 min 16 s 90  | Malte Mario Bonello Mario Debono Nicolai Portelli James Dalfonso | 3 min 18 s 57  |
| Saut en hauteur | Kyriakos Ioannou Chypre                                                       | 2,25 m =CR     | Marios Nicolaou Chypre                                                   | 2,20 m         | Einar Dadi Larusson Islande                                      | 1,95 m         |
| Saut à la perche | Nikandros Stylianou Chypre                                                    | 4,80 m         | Nourredine Metiri Monaco                                                 | 4,60 m         | Andreas Efstathiou Chypre                                        | 4,50 m         |
| Saut en longueur | Kristinn Torfason Islande                                                     | 7,60 m w       | Mathaios Volou Chypre                                                    | 7,51 m         | Zacharias Arnos Chypre                                           | 7,32 m         |
| Triple saut | Zacharias Arnos Chypre                                                        | 15,40 m        | Panagiotis Volou Chypre                                                  | 15,21 m w      | Kristinn Torfason Islande                                        | 14,79 m w      |
| Lancer du poids | Georgios Arestis Chypre                                                       | 18,14 m        | Bjorn Thorsteinsson Islande                                              | 17,38 m        | Jon Asgrimsson Islande                                           | 16,13 m        |
| Lancer du disque | Apostolos Parellis Chypre                                                     | 60,55 m CR     | Savvas Aresti Chypre                                                     | 55,34 m        | Bjorn Thorsteinsson Islande                                      | 54,11 m        |
| Lancer du marteau | Bergur Ingi Petursson Islande                                                 | 70,60 m CR     | Petros Sofianos Chypre                                                   | 64,38 m        | Michael Kolokotronis Chypre                                      | 56,76 m        |
| Lancer du javelot | Jon Asgrimsson Islande                                                        | 72,28 m        | Ioannis Stylianou Chypre                                                 | 71,26 m        | René Michlig Liechtenstein                                       | 69,56 m        |
| Records et Performances - AR : Record continental (area record) - CR : Record des championnats (championship record) - MR : Record du meeting (meet record) - NR : Record national (national record) - OR : Record olympique (olympic record) - PR : Record paralympique (paralympic record) - PB : Record personnel (personal best) - SB : Meilleure performance personnelle de la saison (season's best) - WL : Meilleure performance mondiale de l'année (world leader) - WJR : Record du monde junior (world junior record) - WR : Record du monde (world record) Circonstances et Conditions - DNF : N'a pas terminé (did not finish) - DNS : N'a pas pris le départ (did not start) - DQ : Disqualification (disqualification) - NM : Aucun essai valable enregistré (No Mark) - Q : Qualifié « directement » au prochain tour (ou à la prochaine compétition), lors d'une compétition majeure, grâce au classement ou à la réalisation des minima (automatic qualifier) - q : Qualifié au prochain tour (ou à la prochaine compétition), lors d'une compétition majeure, grâce au repêchage ou à la réalisation de l'une des meilleures performances parmi celles des « non qualifiés directement » (grâce au meilleur temps ou à la meilleure distance par exemple) (secondary qualifier) |                                                                               |                |                                                                          |                |                                                                  |                |

### Femmes
| Épreuve | Or                                                                    | Or             | Argent                                                                             | Argent         | Bronze                                                                                                | Bronze         |
| --- | --------------------------------------------------------------------- | -------------- | ---------------------------------------------------------------------------------- | -------------- | --- | -------------- |
| 100 m | Eleni Artymata Chypre                                                 | 11 s 40 CR     | Ramóna Papaïoánnou Chypre                                                          | 11 s 91        | Chantal Hayen Luxembourg                                                                              | 12 s 15        |
| 200 m | Eleni Artymata Chypre                                                 | 23 s 34 CR     | Ramóna Papaïoánnou Chypre                                                          | 24 s 65        | Hrafnhild Eir Hermodsdot Islande                                                                      | 25 s 39        |
| 400 m | Antroula Shialou Chypre                                               | 56 s 38        | Hafdis Sigurdardottir Islande                                                      | 58 s 39        | Julia Christodoulou Chypre                                                                            | 59 s 09        |
| 800 m | Stella Christoforou Chypre                                            | 2 min 11 s 91  | Martine Nobili Luxembourg                                                          | 2 min 13 s 25  | Charline Mathias Luxembourg                                                                           | 2 min 13 s 65  |
| 1 500 m | Stella Christoforou Chypre                                            | 4 min 38 s 91  | Martine Mellina Luxembourg                                                         | 4 min 43 s 76  | Meropi Panayiotou Chypre                                                                              | 4 min 44 s 88  |
| 5 000 m | Pascale Schmoetten Luxembourg                                         | 17 min 36 s 77 | Arndis Yr Hafthorsdottir Islande                                                   | 17 min 51 s 37 | Giselle Camilleri Malte                                                                               | 18 min 00 s 43 |
| 10 000 m | Pascale Schmoetten Luxembourg                                         | 37 min 09 s 65 | Frida Run Thordardottir Islande                                                    | 37 min 20 s 76 | Carol Walsh Malte                                                                                     | 37 min 39 s 13 |
| 100 m haies | Evmorfia Baourda Chypre                                               | 13 s 25 CR NR  | Polyxeni Irodotou Chypre                                                           | 13 s 92        | Kim Reuland Luxembourg                                                                                | 13 s 96        |
| 400 m haies | Antroula Shialou Chypre                                               | 59 s 99        | Kim Reuland Luxembourg                                                             | 1 min 00 s 80  | Panagiota Hadjigianni Chypre                                                                          | 1 min 03 s 73  |
| 4 x 100 m | Chypre Maria Savva Ramóna Papaïoánnou Evmorfia Baourda Eleni Artymata | 45 s 98        | Luxembourg Chantal Hayen Laurence Thill Kim Reuland Laura Khol                     | 47 s 29        | Islande Linda Bjork Larusdottir Helga Thorsteinsdottir Hafdis Sigurdardottir Hrafnhild Eir Hermodsdot | 47 s 33        |
| 4 x 400 m | Luxembourg Chantal Hayen Charline Mathias Martine Nobili Kim Reuland  | 3 min 49 s 07  | Chypre Julia Christodoulou Stella Christoforou Panagiota Hadjigianni Irene Tsiarta | 3 min 53 s 96  | Islande Hrafnhild Eir Hermodsdot Hafdis Sigurdardottir Helga Thorsteinsdottir Agusta Tryggvadottir    | 4 min 00 s 10  |
| Saut en hauteur | Efrosyni Drosou Chypre                                                | 1,78 m         | Helga Thorsteinsdottir Islande                                                     | 1,75 m         | Liz Kuffer Luxembourg                                                                                 | 1,72 m         |
| Saut à la perche | Mariánna Zaharíadi Chypre                                             | 4,00 m         | Stéphanie Vieillevoye Luxembourg                                                   | 3,60 m         | Maria Aristotelous Chypre                                                                             | 3,20 m         |
| Saut en longueur | Nektaria Panayi Chypre                                                | 6,05 m         | Johanna Ingadottir Islande                                                         | 5,99 m         | Irene Charalampous Chypre                                                                             | 5,97 m         |
| Triple saut | Johanna Ingadottir Islande                                            | 13,26 m        | Thomaida Polydorou Chypre                                                          | 12,54 m        | Eleftheria Christofi Chypre                                                                           | 12,37 m        |
| Lancer du poids | Olympia Menelaou Chypre                                               | 14,70 m        | Florentia Kappa Chypre                                                             | 14,55 m        | Helga Thorsteinsdottir Islande                                                                        | 13,60 m        |
| Lancer du javelot | Asdis Hjalmsdottir Islande                                            | 58,93 m CR     | Eleni Mavroudi Chypre                                                              | 51,57 m        | Helga Thorsteinsdottir Islande                                                                        | 48,56 m        |
| Records et Performances - AR : Record continental (area record) - CR : Record des championnats (championship record) - MR : Record du meeting (meet record) - NR : Record national (national record) - OR : Record olympique (olympic record) - PR : Record paralympique (paralympic record) - PB : Record personnel (personal best) - SB : Meilleure performance personnelle de la saison (season's best) - WL : Meilleure performance mondiale de l'année (world leader) - WJR : Record du monde junior (world junior record) - WR : Record du monde (world record) Circonstances et Conditions - DNF : N'a pas terminé (did not finish) - DNS : N'a pas pris le départ (did not start) - DQ : Disqualification (disqualification) - NM : Aucun essai valable enregistré (No Mark) - Q : Qualifié « directement » au prochain tour (ou à la prochaine compétition), lors d'une compétition majeure, grâce au classement ou à la réalisation des minima (automatic qualifier) - q : Qualifié au prochain tour (ou à la prochaine compétition), lors d'une compétition majeure, grâce au repêchage ou à la réalisation de l'une des meilleures performances parmi celles des « non qualifiés directement » (grâce au meilleur temps ou à la meilleure distance par exemple) (secondary qualifier) |                                                                       |                |                                                                                    |                | |                |

## Tableau des médailles
| Rang  | Nation        | Or | Argent | Bronze | Total |
| ----- | ------------- | -- | ------ | ------ | ----- |
| 1     | Chypre        | 25 | 15     | 11     | 51    |
| 2     | Islande       | 7  | 6      | 10     | 23    |
| 3     | Luxembourg    | 5  | 9      | 7      | 21    |
| 4     | Malte         | 0  | 3      | 3      | 6     |
| 4     | Monaco        | 0  | 3      | 3      | 6     |
| 6     | Andorre       | 0  | 1      | 1      | 2     |
| 7     | Liechtenstein | 0  | 0      | 1      | 1     |
| 7     | Saint-Marin   | 0  | 0      | 1      | 1     |
| Total | Total         | 37 | 37     | 37     | 111   |